# Birkner Zoltán
Prof. dr. Birkner Zoltán (Nagykanizsa, 1971. augusztus 9.) középiskolai tanár, közgazdász, egyetemi tanár. 2023. március 1-től a Pannon Egyetemért Alapítvány elnöke. 2018-2023 között a Nemzeti Kutatási, Fejlesztési és Innovációs Hivatal (NKFIH) elnöke volt. 2001 óta a Pannon Egyetem oktatója, tanára.

## Felsőfokú tanulmányok
- 1998: Pénzügyi és Számviteli Főiskola – pénzügyi szakközgazda
- 1994: Kossuth Lajos Tudományegyetem, Bölcsészettudományi Kar – tanár történelem-földrajz szak

## Tudományos fokozat
- 2021: Habilitáció – Pannon Egyetem, Gazdálkodás- és Szervezéstudományok tudományterület – a tézisgyűjtemény címe: Az innováció területi és ágazati dimenziói
- 2010: PhD – Pannon Egyetem Gazdálkodás- és Szervezéstudományok Doktori Iskola – a dolgozat címe: Zala megyében is az innováció a siker motorja?

## Szakmai életút
- 2023-: elnök - Pannon Egyetemért Alapítvány
- 2023-: alelnök - Magyar Innovációs Szövetség
- 2022-: elnök - Körforgásos Gazdaság Technológiai Platform
- 2018-2023: elnök – Nemzeti Kutatási, Fejlesztési és Innovációs Hivatal
- 2008-2018: kampuszigazgató – Pannon Egyetem Nagykanizsai Kampusz
- 2014-2018: kutatóközpont vezető – Pannon Egyetem Soós Ernő Víztechnológiai Kutató-Fejlesztő Központ
- 2001-: egyetemi oktató, egyetemi tanár – Pannon Egyetem
- 2001-2008: megbízott vezető – Pannon Egyetem Nagykanizsai Kampusz
- 1994-2001: középiskolai tanár – Batthyány Lajos Gimnázium, Nagykanizsa

## Közéleti tevékenység, szakmai szervezeti tagság
- 2020-2023: Nemzeti Tudománypolitikai Tanács, tag
- 2020-2022: Gazdaságvédelmi Operatív Törzs, tag
- 2019-2022: Nemzeti Laboratóriumok Felügyelő Testület, tag
- 2018-2023: Hiventures Zrt. Növekedési Befektetési Bizottsága, elnök
- 2020-: Scientia et Securitas elektronikus folyóirat szerkesztőbizottság, tag
- 2018-: Magyar Innovációs Nagydíj Bíráló Bizottsága, tag
- 2018-: Ifjúsági Tudományos és Tehetségkutató Verseny Zsűri, társelnök
- Magyar Közgazdasági Társaság, nagykanizsai szervezetének elnöksége, tag
- MTA VEAB Kommunikációs Munkabizottság, tag, korábban titkár

## Díjak, kitüntetések
- 2021: Arany Kitűző – OTDT
- 2020: Méray László Díj – Pannon Egyetem
- 2019: Szent György emlékérem
- 2018: A Magyar Érdemrend lovagkeresztje
- 2013: Harsányi János díj – Pannon Egyetem Gazdaságtudományi Kar
- 2011: Harsányi István PhD díj – Magyar Innovációs Szövetség
- 2009: Magyar Felsőoktatásért Emlékplakett – Oktatási és Kulturális Minisztérium
- 2009: Pro Universitate Pannonica nagy ezüst fokozata – Pannon Egyetem
- 2007: VEAB emlékplakett – Magyar Tudományos Akadémia Veszprémi Területi Bizottsága
- 2004: Rektori Dicséret – Pannon Egyetem
- 1988: Ifjú Geográfus díj (OKTV 1. helyezés földrajzból)

Kutatási terület/Oktatási és Tudományos teljesítmény
- ·       Fő kutatási terület: az innováció területi és ágazati dimenziói, innovációpolitika, turizmusbiztonság, turisztikai termékek fejlesztése
- ·       Egyetemi oktatóként 20 tárgy oktatása 2001 óta, 13 tárgy tematikájának, anyagának kidolgozása, 46 szakdolgozati, diplomadolgozati témavezetés
- ·       A Gazdálkodás- és Szervezéstudományok Doktori Iskola keretén belül összesen 11 doktorandusz hallgató kutatásának vezetése, 4 fő fokozatot szerzett közülük, aktív hallgató 6 fő
- ·       Nemzetközi/hazai konferencia szervezés 18 alkalom, előadó 100 felett, pályázati lektorálás 100 felett, szakkönyv/kézirat lektorálás 2 db
- ·       Nemzetközi projekt részvétel: 12 db
- ·       Tudománymetriai adatok:

| Birkner Zoltán munkásságának összefoglalása (2025.01.25) MTMT közlemény és idéző összefoglaló táblázat |          |             |               |               |  |
| Tudományos közlemények                                                                                 | Száma    | Száma       | Hivatkozások1 | Hivatkozások1 |  |
| Tudományos közlemények                                                                                 | Összesen | Részletezve | Független     | Összes        |  |
| I. Tudományos folyóiratcikk                                                                            | 45       |             |               |               |  |
| külföldi kiadású szakfolyóiratban idegen nyelvű                                                        |          | 22          | 359           | 399           |  |
| külföldi kiadású szakfolyóiratban magyar nyelvű                                                        |          | 1           | 2             | 3             |  |
| hazai kiadású szakfolyóiratban idegen nyelvű                                                           |          | 7           | 57            | 68            |  |
| hazai kiadású szakfolyóiratban magyar nyelvű                                                           |          | 15          | 50            | 71            |  |
| II. Könyvek                                                                                            | 4        |             |               |               |  |
| a) Könyv, szerzőként                                                                                   | 2        |             |               |               |  |
| idegen nyelvű                                                                                          |          | 0           | 0             | 0             |  |
| magyar nyelvű                                                                                          |          | 2           | 19            | 22            |  |
| b) Könyv, szerkesztőként2                                                                              | 2        |             |               |               |  |
| idegen nyelvű                                                                                          |          | 0           |               |               |  |
| magyar nyelvű                                                                                          |          | 2           |               |               |  |
| III. Könyvrészlet                                                                                      | 22       |             |               |               |  |
| idegen nyelvű                                                                                          |          | 6           | 1             | 3             |  |
| magyar nyelvű                                                                                          |          | 16          | 13            | 14            |  |
| IV. Konferenciaközlemény folyóiratban vagy konferenciakötetben                                         | 47       |             |               |               |  |
| idegen nyelvű                                                                                          |          | 32          | 11            | 11            |  |
| magyar nyelvű                                                                                          |          | 15          | 21            | 37            |  |
| Közlemények összesen (I-IV.)                                                                           | 118      |             | 533           | 628           |  |
| Absztrakt3                                                                                             | 22       |             | 0             | 0             |  |
| Kutatási adat                                                                                          | 0        |             | 0             | 0             |  |
| További tudományos művek4                                                                              | 13       |             | 15            | 22            |  |
| Összes tudományos közlemény                                                                            | 153      |             | 548           | 650           |  |
| |          |             |               |               |  |
| Hirsch index5                                                                                          |          |             | 12            | 14            |  |
| |          |             |               |               |  |

| Egyéb szerzőségű mű8                   | 0   |  | 0   |  | 0   |
| Idézők szerkesztett művekre            |     |  | 5   |  | 5   |
| Idézők disszertációban, egyéb típusban |     |  | 51  |  | 56  |
| Összes közlemény és összes idézőik     | 156 |  | 604 |  | 711 |

## A 10 legfontosabb tudományos publikáció
- ·         Kökény, László ; Birkner, Zoltán ; Michalkó, Gábor: Daring routine: examining the tourists’ risk perception attitudes through the characteristics of travel frequency and revisit frequency, CURRENT ISSUES IN TOURISM 2024 pp. 1–7. , 7 p. (2024)
- ·       Birkner, Zoltan (szerk.): Innovációpolitika és KFI infrastruktúrák, Budapest, Magyarország, Akadémiai Kiadó (2023)
- ·       Michalkó, G (szerk.) ; Németh, József (szerk.) ; Birkner, Zoltán (szerk.): A biztonság szerepe a turisztikai termékfejlesztésben és -menedzsmentben, Budapest, Magyarország : Bay Zoltán Alkalmazott Kutatási Közhasznú Nonprofit Kft. (2023) , 197 p
- ·       Birkner, Zoltan ; Meszaros, Adam ; István, Szabó: Handling regional research, development and innovation (RDI) disparities in Hungary: New measures of university-based innovation ecosystem, REGIONAL STATISTICS 12 : 4 pp. 1–29. , 29 p. (2022)
- ·       Máhr, Tivadar ; Keller, Krisztina ; Birkner, Zoltán: Innováció a turizmusban, Budapest, Magyarország, Akadémiai Kiadó (2022)
- ·       Pintér Gábor, Zsiborács Henrik, Hegedűsné Baranyai Nóra, Vincze András, Birkner Zoltán: The Economic and Geographical Aspects of the Status of Small-Scale Photovoltaic Systems in Hungary—A Case Study, ENERGIES 13: (13) p. 3489, 2019
- ·       Zsiborács Henrik, Baranyai Nóra Hegedűsné, Vincze András, Zentkó László, Birkner Zoltán, Máté Kinga, Pintér Gábor: Intermittent Renewable Energy Sources: The Role of Energy Storage in the European Power System of 2040, ELECTRONICS 8: (7) 729, 2018
- ·       Marton Zsuzsanna, Birkner Zoltán, Keller Krisztina, Berkesné Rodek Nóra: A turizmusbiztonságban rejlő marketing és menedzsment implikációk, TURIZMUS BULLETIN 18: (2) pp. 12–20, 2017
- ·       Berkesné Rodek Nóra, Birkner Zoltán, Ernszt Ildikó: Köldökzsinór, Felsőbbfokú Tanulmányok Intézete, 2017
- ·       Birkner Zoltán, Máhr Tivadar: Interpreting innovation – in another way, VEZETÉSTUDOMÁNY 47: (10) pp. 39–50, 2016